# 의각
의각(義覺, ? ~ 655년~661년 이후)은 백제의 승려이다.

## 생애
650년대에 향천사를 창건했으며, 의자왕때 일본으로 건너가 불교를 연구했다. 일본영이기라는 책에 따르면 
| “ | 의각법사는 키가 7척으로 불교에 널리 통달했으며 항상 반야심경을 외웠다. 그때에 혜의(慧義)라 불리는 스님이 있었는데 한밤중에 나와 경내를 어슬렁거리다가 흘깃 의각스님 방을 보게 되었는데 그 방에서 신기한 광채가 새어나왔다. 혜의스님은 이상한 생각이 들어 방문을 손가락으로 뚫고 들여다보았다. 법사가 단정히 앉아서 경을 독송하고 있었는데 별안간 광채가 입에서 나고 있었다. 혜의스님은 놀라서 다음날 아침 절 안의 승려들에게 알렸다. 그러자 의각법사는 제자들에게 다음과 같이 말했다. 나는 어젯밤 반야심경을 백번 외웠다. 그리고 나서 눈을 떠보니 방안의 사방 벽이 모두 툭 터져 집 밖까지 훤히 들여다보였다. 너무 이상하여 절 밖으로 나갔다가 정원에 들어서서 보니 좀 전에 툭터져 보였던 방의 벽이 원래상태였다. 그래서 이번에는 정원에서 반야심경을 외우니 또 전과 같이 방의 벽들이 훤히 터져 보이는 것이었다. 이것은 필시 반야심경의 영험인 것이다. | ” |
|   | — 일본영이기 |   |

라고 기록했다.